# Мамедов, Шир-Али Насирзаде
Шир-Али Насирзаде Мамедов (азерб. Şirəli Məmmədov, 25 декабря 1904, село Даста Ордубадского района Нахчеванской АР —18 февраля 1984, Баку) — азербайджанский советский учёный-горняк и государственный деятель, доктор технических наук, профессор, академик АН Азербайджанской ССР.

## Биография
В 1930 году окончил Московскую горно-металлургическую академию. Работал в Магнитогорске, был начальником Цульфского комбината «СоюзМаргумуш». В 1938 году защитил кандидатскую диссертацию на тему «Удаление межклеточных масс при переработке крупных рудных месторождений». Возглавлял отдел разработки рудных месторождений Московского горно-минерального института.
Во время Великой Отечественной войны — главный инженер в Нахдузфиле. В 1948 году в Московском институте цветных металлов и золота защитил докторскую диссертацию на тему «Основные принципы выбора систем разработки подземных вод». В 1950—1953 годах возглавлял строительство Дашкесанского горно-металлургического комбината, крупнейшего горнорудного комплекса в Закавказье. В 1953—1954 годах был проректором по научной работе Азербайджанского государственного университета, а в 1956—1959 годах заведовал кафедрой геофизики. В 1959 году был избран членом-корреспондентом Академии наук Азербайджана. В 1959—1961 годах работал председателем комитета высшего и среднего специального образования Совета Министров Азербайджанской ССР. В 1965—1970 годах был заведующим отделом разработки месторождений полезных ископаемых Азербайджанского института нефти и химии. В 1968 году был избран действительным членом Академии наук Азербайджана. В 1970—1982 годах был профессором кафедры минеральных ресурсов Азербайджанского института нефти и химии.
Основоположник горной науки в Азербайджане.

## Научные интересы
Вёл научные исследования проблем разрушения горных пород, разработки рудных и нерудных месторождений, добычи нефти и классификации подземных систем рудных месторождений. Его фундаментальные работы по системе добычи полезных ископаемых обогатили горную науку.
Автор первых учебников на азербайджанском языке для студентов горного факультета высших учебных заведений. Опубликовал более 220 научных работ, в том числе 23 монографии.

## Известные адреса
Баку, проспект Нефтяников, 67 (Жилой дом учёных)